# Liste der Monuments historiques in Ponchon
Die Liste der Monuments historiques in Ponchon führt die Monuments historiques in der französischen Gemeinde Ponchon auf.

## Liste der Bauwerke
| Bezeichnung    | Beschreibung | Standort | Kennzeichnung | Schutzstatus | Datum | Bild           |
| -------------- | ------------ | -------- | ------------- | ------------ | ----- | -------------- |
| Kirche St-Remi |              | (Lage)   | PA00114813    | Classé       | 1980  | weitere Bilder |

## Liste der Objekte
| Bezeichnung                    | Beschreibung                      | Standort                     | Kennzeichnung | Schutzstatus | Datum | Bild           |
| ------------------------------ | --------------------------------- | ---------------------------- | ------------- | ------------ | ----- | -------------- |
| Wandmalerei                    | Erste Hälfte des 14. Jahrhunderts | in der Kirche St-Remi (Lage) | PM60003425    | Classé       | 1980  | weitere Bilder |
| Gemälde Die Verzweiflung Judas | 1847, von Destouches              | in der Kirche St-Remi (Lage) | PM60003553    | Inscrit      | 1979  |                |